# Prosopocera nigroocellata
Prosopocera nigroocellata là một loài bọ cánh cứng trong họ Cerambycidae.